# Mecolaesthus puntiagudus
Espèce
Synonymes
- Sanluisi puntiaguda González-Sponga, 2003

Mecolaesthus puntiagudus est une espèce d'araignées aranéomorphes de la famille des Pholcidae.

## Distribution
Cette espèce est endémique de l'État de Falcón au Venezuela,.

## Publication originale
- González-Sponga, 2003 : Arácnidos de Venezuela. Cuatro géneros y cuatro especies nuevas de la familia Pholcidae. Memoria de la Fundación La Salle de Ciencias Naturales, vol. 155, p. 91-104.